# Krzywonosy (obwód witebski)
Krzywonosy – dawna wieś na Białorusi, w obwodzie witebskim, w rejonie postawskim, w sielsowiecie Komaje.
Ruiny zabudowań położone są ok. 250 m na południe od drogi Р45, 5 km na północny wschód od miejscowości Narocz.
Miejscowość zlikwidowano w 1975 roku.
14 września 1854 w Krzywonosach urodził się Napoleon Cybulski.